# Идентаризм

Лямбда — символ идентитаристского движения, используемый в основном в Европе Generation Identity и иногда в других странах, выбран в честь Фермопильского сражения

Идентитари́зм, идентаризм (англ. Identitarianism) — европейское, североамериканское, австралийское и новозеландское белонационалистическое движение, основанное во Франции. Являясь политически частью ультраправых, идентитаризм начался как молодёжное движение, сильно связанное с французскими группами «Новых правых», такими как Génération Identitaire и Unité Radicale. Идентитаризм стал известен с основанием нативистского и антииммигрантского Идентитаристского блока, после чего движение обособилось от этой партии и получило распространение по остальному миру.
Участники движения часто описывают себя как активисты, продвигающие европейскую культуру, или как этнонационалисты. Частым для идентитаристских активистов является утверждение, что они не расисты, а этноплюралисты (термин, тесно связанный с идентитаристами), однако среди идентитаристов всё равно распространены аргументы с точки зрения научного расизма. Идентитаристы напрямую поддерживают идеи культурного расизма, ксенофобии и расиализма. Они также поддерживают создание государств только для белых и желают исключения и дискриминации иммигрантов и небелых людей в разной степени. Кроме этого, многие идентитаристы продвигают теории заговора «геноцида белых» и «великого замещения». Движение описывается как часть глобальных альтернативных правых.
Идентитаризм проявляет выраженную исламофобию и часто ассоциируется с движением контрджихада. Сторонники идентитаризма часто протестуют против ислама, утверждая, что он представляет угрозу европейскому обществу.

## Ключевые идеи
Идентитаристы выступают за возврат к традициям и возрождению европейской идентичности. В основе идентитаризма лежит этнонационализм, рассматриваемый через призму культуры и идентичности. Идентитаризм декларирует необходимость защиты Европы от исламизации, обновления европейской идентичности, охраны традиционных европейских ценностей, таких как религия и семья. Идентитаризм подчеркивает важность культурного разнообразия, при этом, однако, противостоит концепции мультикультурализма, утверждая, что последняя не содействует развитию культур разных наций, а ведет к их уничтожению вследствие всеобщей культурной унификации.
Идентитаризм поддерживает разделение наций и выступает против массовой миграции. Приверженцы идентитаризма последовательно выдвигают лозунг «0 % расизма, 100 % идентичности», ставя своей целью построение единого, но не стандартизированного европейского сообщества. Приверженцы идентитаризма выступают с критикой Евросоюза и заявляют о необходимости создания нового объединения государств Европы — менее бюрократизированного и предполагающего большую степень свободы в принятии решений для каждой из стран-участниц. Последователи идеологии критикуют Евросоюз за поддержку универсализма, глобализации, либерализма и капитализма. Они полагают, что ЕС способствует усилению тенденций мультикультурализма и массовой миграции, что ведет к слиянию наций и национальных идентичностей. В контексте экономической политики, в противовес глобальному свободному рынку, идентитаризм выступает за протекционизм и локализм, видя в них наилучший способ защиты европейской экономики от негативного внешнего экономического влияния.

## Истоки
Идентитаризм основывается на множестве образов политического мышления, однако наиболее сильное влияние на развитие идеологии оказали:
1. Этноплюрализм. Концепция этноплюрализма в интерпретации «отца новых правых» Алена де Бенуа основывается на принятии существования различных культур, обществ и наций, но не их слияния. Согласно этноплюрализму, смешение культур ведет к их унификации и последующему уничтожению и потому должно быть остановлено.[19] Другой вдохновитель идентитаризма, Карл Шмитт, продвигал идею об этноплюрализме как части так называемой идентитарной демократии, являющейся антиподом либеральной демократии и не предполагающей плюрализма интересов. Вместо этого он являлся сторонником формы демократии, основанной на идентичности. Согласно Шмитту, внутренняя гомогенность нации является необходимым условием для продвижения интересов государства и общества в рамках демократического процесса[20].
2. Традиционализм. Традиционалистская школа глубоко проникла в идеологию идентитаризма частично потому, что взгляды многих из её теоретиков сформировались под влиянием идей Рене Генона и Юлиуса Эволы. В некоторых случаях рассматриваемое влияние очевидно — многие скандинавские идентитаристы явно принимают традиционализм, но чаще это вопрос более ограниченного влияния. Одним из примеров последнего выступает Ален де Бенуа, видевший в возврате к традиционным социальным группам и обществу способ восстановления связи индивидуумов с семьей, локальными, корпоративными и религиозными обществами[21].
3. Археофутуризм. Французский журналист и писатель Гийом Фай представил понятие археофутуризма, с целью описания идеального синтеза того, что он называл «архаичными ценностями», с одной стороны, и современными или футуристическими технологиями и цивилизационным/социальным развитием — с другой.
4. Метаполитика. Следуя взглядам итальянского философа и политического деятеля Антонио Грамши, идентитаризм утверждает, что любое изменение общества невозможно без соответствующих изменений в языке и культуре. Такие действия, как влияние на развитие культуры и языка, ранее не рассматривавшиеся как часть политической сферы, стали составной частью идентитаристского проекта[22].

## Критика
Ряд политологов характеризуют идентитаристскую идеологию как комбинацию расизма, исламофобии и радикального национализма, где раса подменяется культурой и «идентичностью». Среди прочих, немецкий политолог Александр Хойслер утверждает, что идентитаризм — это новая форма традиционных движений ультраправого толка.
Согласно Хойслеру, одна из целей последователей идентитаризма состоит в том, чтобы сделать расизм современным и модным. Американский новостной ресурс Breitbart назвал последователей идентитаризма «правыми хипстерами», заметив, что присущая им эстетика имеет мало общего с образом, характерным для приверженцев ультраправых взглядов. Журнал The Economist, следуя той же логике, в свою очередь, охарактеризовал идентитаристов как европейский вариант альтернативных правых, назвав их «волками в узких джинсах».
Однако, сами приверженцы идентитаристской идеологии отрицают свою принадлежность к ультраправым движениям. Так, например, спикер Идентитаристского движения Германии (IBD) Даниэль Фисс подчеркнул, что участники движения, в первую очередь, являются патриотами, беспокоящимися о будущем своей страны. Он отверг обвинения в расизме и отметил, что Движение неоднократно отказывало представителям праворадикальных организаций в сотрудничестве. Себастьян Целингер, спикер баварского отделения IBD, также подчеркнул, что приверженцы идентитаризма выступают не против носителей иных культур, а против влияния последних на культуру и нормы европейских наций.